# L'Enfant du carnaval (Pigault-Lebrun)
Pour les articles homonymes, voir L'Enfant du carnaval.
L'Enfant du carnaval est un roman de Pigault-Lebrun publié en 1796. Le récit présente plusieurs rebondissements et jongle entre plusieurs genres assez variés, allant du burlesque au tragique. De toutes ces variantes romanesques, c'est cependant le picaresque qui se distingue le plus. L'Enfant du carnaval est aussi un des premiers romans populaires français.

## Éditions

### Éditions modernes
Pigault-Lebrun, L'Enfant du carnaval, Paris, Éditions Desjonquères, 6 novembre 1992, 336 p. (EAN 9782904227332)